# 서맨사 조
서맨사 조(영어: Samantha Jo, 1991년 3월 29일 ~ )는 캐나다의 스턴트 배우이다. 특히 잭 스나이더 감독의 영화에 스턴트로 출연했다. 《맨 오브 스틸》(2013)과 《원더우먼》(2017)에는 배역 하나를 맡기도 했다.

## 출연작 목록

### 영화
| 연도 | 제목              | 원제             | 배역       | 비고 |
| ---- | ----------------- | ---------------- | ---------- | ---- |
| 2013 | 맨 오브 스틸      | Man of Steel     | 카-벡스    |      |
| 2017 | 원더우먼          | Wonder Woman     | 에우보에아 |      |
| 2021 | 아미 오브 더 데드 | Army of the Dead | 체임버스   |      |

### 스턴트 출연
- 써커 펀치(2011) - 제나 멀론(로켓 역) 대역
- 브레이킹 던 part 2(2012) - 크리스틴 스튜어트(벨라 스완 역) 대역
- 맨 오브 스틸(2013) - 안톄 트라우에(파오라 역) 대역
- 300: 제국의 몰락(2014) - 에바 그린(아르테미시아 1세 역) 대역